# Список министров национальной политики России
Список министров национальной политики России содержит имена людей, занимавших эту, или соответствующую ей, должность в РСФСР, СССР и современной Российской Федерации.

## Народный комиссариат по делам национальностей РСФСР
Образован 27 октября (9 ноября) 1917 года.
| Имя                                     | Дата вступления в должность | Дата снятия с должности |
| --------------------------------------- | --------------------------- | ----------------------- |
| Сталин, Иосиф Виссарионович (1879—1953) | 26 октября 1917             | 7 июля 1923             |

Упразднён 7 июля 1923 года.

## Государственный комитет СССР по национальным вопросам
Образован 27 марта 1990 года.
Упразднён 14 ноября 1991 года. Председатель не назначался.

## Государственный комитет РСФСР по национальным вопросам
Образован 29 ноября 1989 года.
| Имя                                      | Дата вступления в должность      | Дата снятия с должности   |
| ---------------------------------------- | -------------------------------- | ------------------------- |
| Беляков, Анатолий Михайлович (1933—2017) | 17 марта 1990 и. о. 15 июня 1990 | 15 июня 1990 14 июля 1990 |

Упразднен в соответствии с Законом РСФСР от 14 июля 1990 г. «О республиканских министерствах и государственных комитетах РСФСР».

## Государственный комитет РСФСР по делам национальностей
Образован 14 июля 1990 года вместо упраздненного Государственного комитета РСФСР по национальным вопросам (Закон РСФСР от 14 июля 1990 года № 101-I).
| Имя                                       | Дата вступления в должность        | Дата снятия с должности     |
| ----------------------------------------- | ---------------------------------- | --------------------------- |
| Прокопьев, Леонид Прокопьевич (1934—2006) | 31 октября 1990 и. о. 11 июля 1991 | 10 июля 1991 5 декабря 1991 |

28 ноября 1991 года упразднен, а на его базе создан Государственный комитет РСФСР по национальной политике.

## Государственный комитет РСФСР—РФ по национальной политике
Образован 28 ноября 1991 года на базе упраздненного Государственного комитета РСФСР по делам национальностей (Указ Президента РСФСР от 28 ноября 1991 года № 242).
| Имя                                       | Дата вступления в должность | Дата снятия с должности |
| ----------------------------------------- | --------------------------- | ----------------------- |
| Тишков, Валерий Александрович (род. 1941) | 27 февраля 1992             | 15 октября 1992         |
| Шахрай, Сергей Михайлович (род. 1956)     | 4 ноября 1992               | 2 марта 1993            |

25 декабря 1991 года Верховный Совет РСФСР принял закон о переименовании РСФСР в Российскую Федерацию (РФ). 21 апреля 1992 года Съезд народных депутатов РСФСР утврдил переименование, внеся соответствующие изменения в Конституцию РСФСР, которые вступили в силу 16 мая 1992 года.
3 марта 1993 года преобразован в Государственный комитет РФ по делам федерации и национальностей.

## Государственный комитет РФ по делам федерации и национальностей
Образован 3 марта 1993 года в результате преобразования Государственного комитета РФ по национальной политике (Закон РФ от 3 марта 1993 года № 4534-I).
| Имя                                   | Дата вступления в должность | Дата снятия с должности |
| ------------------------------------- | --------------------------- | ----------------------- |
| Шахрай, Сергей Михайлович (род. 1956) | 3 марта 1993                | 10 января 1994          |

10 января 1994 года объединён с Государственным комитетом РФ по социально-экономическому развитию Севера в Министерство РФ по делам национальностей и региональной политике.

## Министерство РФ по делам национальностей и региональной политике
Образовано 10 января 1994 года объединением Государственного комитета РФ по делам федерации и национальностей и Государственного комитета РФ по социально-экономическому развитию Севера (Указ Президента РФ от 10 января 1994 года № 66).
| Имя                                          | Дата вступления в должность | Дата снятия с должности |
| -------------------------------------------- | --------------------------- | ----------------------- |
| Шахрай, Сергей Михайлович (род. 1956)        | 10 января 1994              | 16 мая 1994             |
| Егоров, Николай Дмитриевич (1951—1997)       | 16 мая 1994                 | 30 июня 1995            |
| Михайлов, Вячеслав Александрович (род. 1938) | 5 июля 1995                 | 4 марта 1996            |

4 марта 1996 года преобразовано в Министерство по делам национальностей и федеративным отношениям РФ.

## Министерство по делам национальностей и федеративным отношениям РФ
Образовано 4 марта 1996 года из Министерства РФ по делам национальностей и региональной политике (Указ Президента РФ от 4 марта 1996 года № 318).
| Имя                                          | Дата вступления в должность | Дата снятия с должности |
| -------------------------------------------- | --------------------------- | ----------------------- |
| Михайлов, Вячеслав Александрович (род. 1938) | 4 марта 1996                | 8 мая 1998              |

30 апреля 1998 года переименовано в Министерство региональной и национальной политики РФ.

## Министерство региональной и национальной политики РФ
Образовано 30 апреля 1998 года из Министерства по делам национальностей и федеративным отношениям РФ (Указ Президента РФ от 30 апреля 1998 года № 483).
| Имя                                  | Дата вступления в должность | Дата снятия с должности |
| ------------------------------------ | --------------------------- | ----------------------- |
| Сапиро, Евгений Саулович (1934—2024) | 8 мая 1998                  | 22 сентября 1998        |

22 сентября 1998 года разделено на Министерство национальной политики РФ и Министерство региональной политики РФ.

## Министерство национальной политики РФ
Образовано 22 сентября 1998 года на базе Министерство региональной и национальной политики РФ (Указ Президента РФ от 22 сентября 1998 года № 1142).
| Имя                                             | Дата вступления в должность | Дата снятия с должности |
| ----------------------------------------------- | --------------------------- | ----------------------- |
| Абдулатипов, Рамазан Гаджимурадович (род. 1946) | 25 сентября 1998            | 25 мая 1999             |

25 мая 1999 года преобразовано в Министерство по делам федерации и национальностей РФ (Указ Президента РФ от 25 мая 1999 года № 651).

## Министерство региональной политики РФ
Образовано 22 сентября 1998 года на базе Министерства региональной и национальной политики РФ (Указ Президента РФ от 22 сентября 1998 года № 1142).
| Имя                                            | Дата вступления в должность | Дата снятия с должности |
| ---------------------------------------------- | --------------------------- | ----------------------- |
| Кирпичников, Валерий Александрович (род. 1946) | 30 сентября 1998            | 25 мая 1999             |

25 мая 1999 года преобразовано в Государственный комитет РФ по делам Севера и часть функций передана в Министерство по делам федерации и национальностей РФ (Указ Президента РФ от 25 мая 1999 года № 651).

## Министерство по делам федерации и национальностей РФ
Образовано 25 мая 1999 года на базе Министерства национальной политики РФ (Указ Президента РФ от 25 мая 1999 года № 651).
| Имя                                          | Дата вступления в должность | Дата снятия с должности |
| -------------------------------------------- | --------------------------- | ----------------------- |
| Михайлов, Вячеслав Александрович (род. 1938) | 25 мая 1999                 | 6 января 2000           |
| Блохин, Александр Викторович (род. 1951)     | 6 января 2000               | 17 мая 2000             |

17 мая 2000 года преобразовано в Министерство по делам федерации, национальной и миграционной политики РФ.

## Министерство по делам федерации, национальной и миграционной политики РФ
Образовано 17 мая 2000 года на базе Министерства по делам федерации и национальностей РФ (Указ Президента РФ от 17 мая 2000 года № 867). Ему передана также часть функций упразднённых Министерства РФ по делам СНГ, Федеральной миграционной службы и Государственного комитета РФ по делам Севера.
| Имя                                      | Дата вступления в должность | Дата снятия с должности |
| ---------------------------------------- | --------------------------- | ----------------------- |
| Блохин, Александр Викторович (род. 1951) | 19 мая 2000                 | 16 октября 2001         |

16 октября 2001 года упразднено (Указ Президента РФ от 16 октября 2001 года № 1230). Функции миграционной политики переданы в Министерство внутренних дел РФ.

## Министр Российской Федерации (курировал национальную политику)
Назначен Указом Президента РФ от 6 декабря 2001 года № 1411 «О Министре Российской Федерации».
| Имя                                 | Дата вступления в должность | Дата снятия с должности |
| ----------------------------------- | --------------------------- | ----------------------- |
| Зорин, Владимир Юрьевич (род. 1948) | 6 декабря 2001              | 24 февраля 2004         |

Отправлен в отставку вместе с правительством М. Касьянова 24 февраля 2004 года. В новое правительство М. Фрадкова не вошёл.

## Министерство регионального развития РФ
13 сентября 2004 года во втором правительстве М. Фрадкова было образовано Министерство регионального развития Российской Федерации, в функции которого входили выработка и реализация политики и нормативно-правового регулирования в сфере защиты прав национальных меньшинств и коренных малочисленных народов Российской Федерации, реализации этнокультурных потребностей граждан, принадлежащих к различным этническим общностям, а также по обеспечению эффективного использования субъектами Российской Федерации и муниципальными образованиями средств государственной поддержки, предусмотренных на этнокультурное развитие народов Российской Федерации.
| Имя                                                 | Дата вступления в должность | Дата снятия с должности |
| --------------------------------------------------- | --------------------------- | ----------------------- |
| Яковлев, Владимир Анатольевич (род. 1944)           | 13 сентября 2004            | 24 сентября 2007        |
| Козак, Дмитрий Николаевич (род. 1958)               | 24 сентября 2007            | 14 октября 2008         |
| Басаргин, Виктор Фёдорович (род. 1957)              | 14 октября 2008             | 28 апреля 2012          |
| Токарев, Владимир Александрович (и. о.) (род. 1977) | 28 апреля 2012              | 21 мая 2012             |
| Говорун, Олег Маркович (род. 1969)                  | 21 мая 2012                 | 17 октября 2012         |
| Слюняев, Игорь Николаевич (род. 1966)               | 17 октября 2012             | 8 сентября 2014         |

8 сентября 2014 года упразднено указом президента РФ В. В. Путина. Функции по выработке и реализации государственной национальной политики переданы Минкультуры России.

## Федеральное агентство по делам национальностей
Образовано Указом Президента РФ от 31 марта 2015 года № 168 «О Федеральном агентстве по делам национальностей». Его руководитель:
| Имя                                     | Дата вступления в должность | Дата снятия с должности |
| --------------------------------------- | --------------------------- | ----------------------- |
| Баринов, Игорь Вячеславович (род. 1968) | c 2 апреля 2015             | по настоящее время      |